# Franz-Jürgen Zigelski
Franz-Jürgen Zigelski (* 15. Juli 1941 in Deutsch Krone) ist ein deutscher Schauspieler und Musicaldarsteller.

## Werdegang
Seine Ausbildung zum Schauspieler absolvierte Zigelski zwischen 1961 und 1963 an der Schule des Theaters in Köln. Danach folgte sein Studium in den Sprachwissenschaften in Paris, welches er mit einem Diplom abschloss. Von 1970 bis 2000 war er Aufnahmeleiter bei der Deutschen Welle in Köln im Fremdsprachenbereich unter der Leitung von Dr. Matthias Deltgen. Parallel dazu war er 18 Jahre lang Programmsprecher beim WDR Köln unter der Leitung von Lothar Dombrowski.

## Filmographie (Auswahl)
- 1987: Hafendetektiv – Regie: Sigi Rothemund
- 1987: Lindenstraße (Fernsehserie, 3 Folgen) Regie: mehrere
- 1988: Die Schwarzwaldklinik (Fernsehserie) Regie: Hans-Jürgen Tögel
- 1988: Das Erbe der Guldenburgs (Fernsehserie, 1 Folge) Regie: Gero Erhardt
- 1994: Hallo, Onkel Doc! (Fernsehserie, 1 Folge) Regie: Franz-Josef Gottlieb
- 1995: Die Wache (Fernsehserie)
- 1996: Jede Menge Leben (Fernsehserie, 1 Folge) Regie: Carl Lang
- 1998: Der Clown (Fernsehserie) Regie: Sigi Rothemund
- 2000: Die Frau, die Freundin und das dunkle Geheimnis (Fernsehfilm)
- 2001: Die Frau, die Freundin und der Vergewaltiger
- 2003: Verbotene Liebe (Fernsehserie, 4 Folgen) Regie: mehrere
- 2006: Die Anrheiner (Fernsehserie, 1 Folge)
- 2008: Danni Lowinski (Fernsehserie, 1 Folge) Regie: Jorgo Papavassiliou
- 2010: Lena – Liebe meines Lebens (Fernsehserie, 1 Folge)
- 2010: Pastewka (Fernsehserie) Regie: Josef Orr
- 2011: Alles was zählt (Fernsehserie, 1 Folge) Regie: Andreas Stenschke
- 2018: Unter uns (Fernsehserie, 1 Folge)
- 2018: Freundinnen – Jetzt erst recht (Fernsehserie, 18 Folgen) Regie: mehrere
- 2019: Killerfrauen (Doku-Serie) Regie: Kirim Schiller
- 2020: Rockin’ Olaf (TV-Film) Regie: Heike Fink
- 2020: Das Boot (Fernsehserie) Regie: Dennis Gansel
- 2022: Tatort: Des Teufels langer Atem (Fernsehreihe) Regie: Francis Meletzky
- 2022: Anna und ihr Untermieter: Dicke Luft (Fernsehreihe) Regie: Ralf Huettner
- 2023: Olaf Jagger (TV-Film) Regie: Heike Fink

## Theater (Auswahl)
- 1985: Doppelt leben hält besser / Bobby Franklin / Contra Kreis Bonn
- 1985: Auf und davon / Henry Durant / Contra Kreis Bonn / Regie: Horst Johanning
- 1991: Kille kille / Vikar[4] / Contra Kreis Bonn / Regie: Horst Johanning
- 2003: Alles Böse zum Geburtstag / Joachim / Komödie Bochum / Regie: Folker Bohnet
- 2004/05: Jedermann / Guter Geselle / Regie: Jörg Kaehler
- 2008: Romeo und Julia / Prinz Escalus / Regie: Jörg Kaehler
- 2010/11: Me and my girl / Sir John / Theater Krefeld-Mönchengladbach / Regie: Georg Köhl
- 2011: Rose and Walsh / Walsh / Euro Theater Bonn / Regie: Peter Tömöry
- 2014/16 Cabaret / Herr Schultz / Kammeroper Köln / Regie: Jacqueline Dunnley-Wendt
- 2016: Le malade imaginaire / Dr. Diafoirus / Euro Theater Bonn / Regie: Marianne de Pury
- 2016/17: Sister Act / Monsignore O’Hara / Stage Entertainment / Theater des Westens Berlin / Regie: Carline Brouwer
- 2018/20: Orpheus in der Unterwelt / Styx / Kammeroper Köln / Regie: Roland Hüve